# Action Comics
Action Comics — американская серия комиксов, в которой дебютировал Супермен, один из самых известных супергероев. Издателем серии изначально являлось издательство Detective Comics, Inc., позднее известное как National Comics и National Periodical Publications, сегодня называющееся DC Comics.

## История издания

### Перезапуск
1 июня 2011 DC анонсировало, что издательство перезапускает 52 серии, начав их нумерацию заново. Action Comics также вошла в их число, и в свет вышел выпуск #1, написанный Грантом Моррисоном и нарисованный Рагсом Моралесом.
В июле 2016 года в рамках линейки комиксов Rebirth серия вернётся к прошлой нумерации с учётом второго комикса после перезапуска и новый выпуск получит номер #957. Также серия станет выходить раз в две недели.

## Коллекционная значимость
В Action Comics #1 (июнь 1938 года) впервые появился супергерой Супермен, впоследствии ставший одним из самых популярных супергероев в мире. Среди коллекционеров комиксов Action Comics #1 считается «Святым Граалем», положившим начало Золотому веку комиксов.
Высказывалось предположение, что в настоящее время сохранилось только 50—100 оригинальных копий первого выпуска, из которых копий в хорошем качестве ещё меньше..
22 февраля 2008 года оригинальная копия Action Comics #1, качество которой было оценено специальной компанией CGC в 8 баллов из 10, была продана на аукционе ComicConnect.com за 1 миллион долларов. 29 марта 2010 года другая копия, оцененная в 8.5 баллов, была продана на том же аукционе за 1,5 миллиона долларов.
В 2000 году одна оригинальная копия Action Comics #1 была украдена у американского актёра и коллекционера комиксов Николаса Кейджа. В марте 2011 года она была найдена в долине Сан-Фернандо в шкафчике для хранения. Комикс не был возвращён Кейджу, так как он уже успел получить выплату по страховке за него. Впоследствии этот же комикс получил наивысшую на данный момент оценку от CGC — 9 баллов из 10 и был выставлен на аукцион ComicConnect.com, где 30 ноября 2011 года он был продан за 2.16 миллиона долларов, что является самой большой ценой когда-либо заплаченной за один комикс. В 2014 году комикс был продан через интернет-аукцион eBay за 3.2 миллиона долларов, тем самым обновив предыдущий рекорд.

## Награды
Action Comics #687-689 были частью кроссовера The Reign of the Superman, который в 1993 году выиграл Comics Buyer's Guide Fan Award в номинации Favorite Comic Book Story.